# Wolfgang Priewe
Wolfgang Günter Bernhard Priewe (* 4. Januar 1939 in Berlin; † 31. Januar 2024) war ein deutscher Schriftsteller, ehemaliger Schauspieler und Gründer des „Werkhaus Anti-Rost e. V.“ in Berlin.

## Leben und Wirken
Priewe absolvierte nach dem Schulabschluss eine Schauspielausbildung. Sein erstes Engagement hatte er am Deutschen Theater in Buenos Aires und spielte später an verschiedenen Berliner Theatern. Er wirkte in Filmen wie Rockys Messer, Cliff Dexter und anderen Produktionen mit.
Nach seiner Tätigkeit als Schauspieler studierte Priewe Sozialpädagogik an der Pädagogischen Hochschule Berlin. Im Jahr 1987 gründete er das Werkhaus Anti-Rost in Berlin-Tempelhof, wo er bis 2017 mitarbeitete. Hierbei handelt es sich um ein Projekt für Leute über 50 Jahren mit verschiedenen Werkstätten und einem Handwerkerdienst für sozial schwache Mitbürger. Außerdem initiierte Priewe im Jahr 2004 das Projekt Jung und Alt für eine Welt (ab 2008 YOOW e. V.) mit dem Ziel, in Sierra Leone Ausbildungs- und Arbeitsplätze für handwerkliche Berufe zu schaffen, wobei zum Beispiel unter anderem mobile Schlosserwerkstätten in mehreren Containern eingerichtet und über 500 Nähmaschinen gespendet wurden.
2009 wurde ihm das Bundesverdienstkreuz am Bande verliehen.
Priewe hinterließ zwei Töchter und einen Sohn. Er lebte mit seiner Ehefrau in der Nähe von Berlin in Beiersdorf-Freudenberg. Er starb im Alter von 85 Jahren.
Im Tagesspiegel erschien ein Nachruf auf Wolfgang Priewe.

## Veröffentlichungen
- Burn Berlin Burn. Erzählung aus dem Leben eines Kohlenträgers. Westkreuz Verlag, Berlin 2013, ISBN 978-3-944836-00-3.
- Kasimirs Einkehr. Eine Wirtin erzählt Neuköllner Kneipengeschichten. Westkreuz Verlag 2016, ISBN 978-3-944836-38-6.
- Jesus von Neukölln. dahlemer verlagsanstalt, Berlin 2022, ISBN 978-3-928832-91-5.
- Die Kohle muss weg. dahlemer verlagsanstalt, Berlin 2024, ISBN 978-3-949941-05-4.